# راكيل ميرونو
راكيل ميرونو كويلو (بالإسبانية: Raquel Meroño Coello) هي ممثلة ومقدمة برامج وسيدة أعمال إسبانية، ولدت في 8 أغسطس 1975 في مدريد في إسبانيا.

## روابط خارجية
- Raquel Meroño على موقع IMDb (الإنجليزية)
- Raquel Meroño على موقع قاعدة بيانات الفيلم (الإنجليزية)